# Mobilitätserziehung

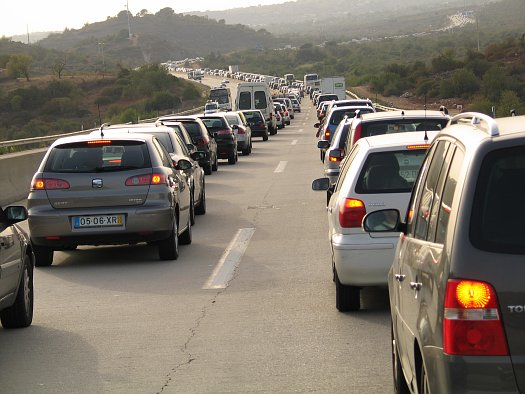
„Verkehrsinfarkt“

Unter Mobilitätserziehung (von lateinisch mobilitas = Beweglichkeit, Veränderlichkeit, Ortsveränderung) wird die Erziehung von Kindern und Jugendlichen zur selbständigen räumlichen Mobilität verstanden.
Mobilitätserziehung wird von Kindergärten, Schulen, Vereinen, Verbänden, Instituten, privaten Initiativen, Verkehrsclubs, Verkehrspolizei, Fahrschulen und Busunternehmen im Rahmen der breiter angelegten Verkehrserziehung oder auch als engerer Spezialbereich betrieben. Die dazu erforderlichen Wissensgrundlagen, Zielvorstellungen und Vermittlungstechniken liefert die Didaktik der Verkehrserziehung.

## Geschichte und Begriff
Die vereinzelt anzutreffende Gleichsetzung der Mobilitätserziehung mit Verkehrserziehung konnte sich nicht durchsetzen, weil sie begrifflich nicht das gesamte Spektrum des komplexen Aufgabenfeldes der Verkehrspädagogik erfasst.
Mit der Empfehlung der deutschen Kultusministerkonferenz zur Verkehrserziehung in den Schulen aus dem Jahr 1994 wurde die Verkehrssicherheitserziehung auch offiziell um die drei Bereiche Umwelterziehung, Sozialerziehung und Gesundheitserziehung erweitert. Mit dem Begriff Mobilitätserziehung wird ein weiterer Teilbereich der praktischen Verkehrserziehung umschrieben. Er befasst sich vorrangig mit der Anleitung zur sicheren Bewegung in Verkehrsräumen und der Gestaltung angemessener Ortsveränderungen durch dazu ausgebildete und berufene Verkehrserzieher.
Die Kultusministerkonferenz-Vorgaben für die Verkehrserziehung finden sich in den Curricula der Länder unterschiedlich verankert und strukturiert. So wird etwa für das deutsche Bundesland Nordrhein-Westfalen formuliert: „Für die Verkehrs- und Mobilitätserziehung in der Schule hat das Ministerium für Schule, Jugend und Kinder des Landes NRW im Jahr 2003 Rahmenvorgaben für die Umsetzung der Verkehrs- und Mobilitätserziehung für alle Schulformen und Jahrgangsstufen herausgegeben. In diesen Rahmenvorgaben wird die klassische Verkehrserziehung, die auf die Sicherheitserziehung fokussierte, um Aspekte der Umwelt-, Gesundheits- und Sozialerziehung erweitert. Schüler sollen nicht nur lernen, sich sicher im Straßenverkehr fortzubewegen, sondern auch, dass Verkehr ein soziales System ist, das Auswirkungen auf die Umwelt und die Gesundheit hat. In diesem Sinne sollen Kinder und Jugendliche Mobilitätskompetenz erwerben und somit lernen, eigenständig mobil zu sein und verantwortungsbewusst Mobilitätsentscheidungen zu treffen.“

## Probleme und Aufgaben
Das Bewegungsvolumen der Menschen in den Industrieländern hat seit dem Mittelalter um das Tausendfache zugenommen: Beschränkte sich die durchschnittliche Mobilität des mittelalterlichen Menschen noch auf geschätzte 300 km im Jahr, so wird heute aufgrund der Motorisierung und des Flugverkehrens von ca. 300.000 km pro Jahr und Person ausgegangen. Die heutigen Arbeitsbedingungen und die Dezentralisierung der Arbeitsplätze verlangen den Berufstätigen eine hohe Mobilität ab. So entsteht zu bestimmten Tageszeiten vor allem in den Ballungszentren das Rushhour-Phänomen. Eine spezielle Form ist die gefahrenträchtige „Schul-Rushhour“ zu Unterrichtsbeginn und Unterrichtsende, die im Umkreis der Schulen durch den motorisierten Transport der Kinder produziert wird. Die zunehmende Freizeit-Mobilität führt zu Ferien-, Feiertags- und Wochenendstaus, wenn ganze Regionen und Bevölkerungsgruppen die gewonnenen Freizeiträume gleichzeitig zu Ortsveränderungen nutzen.
Die Mobilitätserziehung widmet sich diesen Problemen. Es geht darum, den hohen Bewegungsdrang von Kindern und Jugendlichen in geregelte Formen zu überführen und das Bedürfnis nach sicherer Teilhabe an den Verkehrsräumen zu befriedigen. Dazu wird eine kindgerechte Mobilitätskompetenz entwickelt. Die Mobilitätserziehung befasst sich mit Unfallanalysen und erarbeitet daraus praktische Konsequenzen für die Wahl der angemessenen Mobilitätsformen, das Verhalten in, mit und um Fahrzeuge, den Umgang der Verkehrsteilnehmer untereinander. Sie betreibt eine entsprechende praktische Aufklärung und Schulung vom Kindergarten bis zur Fahrschule. Dieser Aufgabenbereich wird besonders von außerschulischen Einrichtungen, Interessengruppen und Verbänden wahrgenommen.

## Projekte
In Deutschland sind dazu verschiedene verkehrspädagogische Projekte entstanden, wie etwa die sogenannte Busschule oder die Aktion „Fahrzeugbegleiter“.
Das Projekt mit der größten Verbreitung (ca. 100 Projektumsetzer bundesweit) ist unter dem Begriff Busschule bekannt geworden. Die Busschule richtet sich an junge Schüler ab der 1. bis zur 5. Klasse. Die Kinder sollen dabei anhand von praktischen Übungen lernen, das Verkehrsmittel Bus sicher zu benutzen. Die Busschule wird meist von Mitarbeitern der Verkehrsunternehmen und der Polizei durchgeführt.
Ein weiteres Projekt mit dem Ziel eines friedlicheren Schulbusverkehrs mit weniger Unfällen und weniger Vandalismus wurde unter dem Begriff Fahrzeugbegleiter 1998 von den Bochum Gelsenkirchener Straßenbahnen AG und der LOGO GbR entwickelt. Das Projekt richtet sich an Schüler der 8.–10. Klassen. Mittels gezielter mehrtägiger Schulungen werden Schüler zu Streitschlichtern ausgebildet. Die Verkehrsunternehmen kooperieren hierbei meist mit den Schulen und der Polizei. Es gibt ca. 40 Projektumsetzer bundesweit. Neben dem Begriff Fahrzeugbegleiter haben die meisten umsetzenden Verkehrsunternehmen eigene Namen für ihre Projekte erfunden: Busbegleiter (Düsseldorf), Peace-Maker (Hamburg), Coolrider (Nürnberg).